# Jabil Circuit
Jabil Circuit — американська компанія, яка надає послуги з виробництва електроніки. Вона розробляє і виготовляє електричні монтажні плати для найбільших OEMs в широкому колі галузей, зокрема у виробництві автомобілів, ЕОМ, споживчих товарів, мережевого обладнання, периферійних пристроїв, медичній галузі та сфері телекомунікацій. Штаб-квартира "Джейбіл" знаходиться в місті Сент-Пітерсбург (Флорида). Компанія має 90 заводів у 23 країнах світу.

## Історія
"Джейбіл" заснували в 1966 Вільям Морін і Джеймс Голден в місті Детройт. Розпочалося все зі збирання монтажних плат на замовлення Control Data Corporation. Назва компанії "Джейбіл" походить від комбінації імен засновників (Джеймс і Білл). Значний прорив компанії відбувся в 1979, коли "Джейбіл" уклала масштабний контракт з General Motors. З того часу найбільшими її клієнтами є такі компанії, як Cisco Systems (16 % продаж), Philips Electronics (15 %), Hewlett-Packard (11 %) і Johnson Controls.
Заводи компанії "Джейбіл" розміщені в США, Бельгії, Бразилії, КНР, Великій Британії, Україні, Франції, Індії, Італії, Японії, Малайзії, Мексиці, Угорщині, Польщі, В'єтнамі і Сінгапурі. Чистий дохід від операцій компанії поза Північною Америкою становить 79 % від загального доходу, станом на 2003 рік. Голові компанії Вільяму Моріну та його родині належить майже 30 % акцій Джейбіл.